# 第4奥古斯塔近卫掷弹兵团
第4奥古斯塔女王近卫掷弹兵团（德語：Königin Augusta Garde-Grenadier-Regiment Nr. 4），是普鲁士皇家陆军的一个步兵团。该单位于1860年在科布倫茲成立，直到1893年是德意志帝国首都柏林周围地区以外唯一的普鲁士近卫队之一。该团以1890年逝世的普鲁士皇后奥古斯塔的名字命名作为记念。该团于1893年迁至施潘道，并于1897年迁至柏林。最后的指挥官是1918年夏天的沃尔特·弗赖尔·冯·施莱尼茨（Walter Freiherr von Schleinitz）（1872-1950）。

## 成立背景
该团成立于1860年5月5日，是普鲁士第4步兵掷弹兵团的成员。前身是1826年成立的弗西里尔近卫团（Guard Fusilier Regiers）一部分。初期成立时，该团的第一，第二营的人员驻扎在科布倫茲和杜塞尔多夫。在1860年改编成为现役军团之前，团内成员的头饰上装有兰德维尔十字章。
1861年10月18日，奥古斯塔被任命为团长，使该团有了新的名称，它被称为第4奥古斯塔皇后兵团。1890年奥古斯塔去世后，该团从1893年在科布伦茲的驻扎地迁至施潘道，并更名为第4奥古斯塔皇后近卫掷弹兵团，以记念皇后的名字。
1895年9月1日，弗里德里希公爵的夫人路易丝·玛丽·伊丽莎白被任命为新的团长。1897年，奥古斯塔兵团再次（也是最后一次）迁至首都柏林的军事基地驻扎。在普鲁士女王大庆25周年纪念日（1886年10月14日，又名A.K.O.）上，该军团现役军官获得了新的副武器作为礼物：第一和第二营的“奥古斯塔剑”和第三营的“奥古斯塔军刀”。这些是独立的形式的步兵军刀和火器军刀，仅由该团管理。该团的轻步兵营的士官则继续携带普鲁士一般的轻火枪。

### 第一次世界大战
随着第一次世界大战的爆发，该军团于1914年8月2日动员起来，并与德意志帝国陆军的第2卫兵步兵师一起进入了中立的比利时。并一起参与了桑布尔河战役和聖康坦战役的战斗，直到该军团于1914年10月中旬在弗拉芒大區和阿图瓦进行了阵地战。 
1915年1月，该军团短暂地隶属近卫军，从1915年1月21日至2月20日，该军团隶属第1防卫师，然后一部分又加入到第2防卫师。随着这一分裂，该军团于1915年4月底移至东线战场与俄国作战。并参与了哥利治-塔諾夫攻势和利沃夫的战斗。
1915年，该军团回到西方战场，参与了第三次阿圖瓦戰役的秋季战役，并于1916年参加了索姆河战役。 1916年10月，该军团加入了第2和第3机枪连，在第二次埃納會戰和随后的阿戈讷地区的争夺战之后，该军团再次转动到东线战场，并参加了东加利西亚和里加的突破战。之后该军团再次向西线迁移，在法国对贵妇小径的尼韦勒攻势阵地战争中遭受了沉重的损失，以至于该军团的残余人员于1917年10月23日与三个机枪连组成了两个营。 1917年11月中旬，该军团增补到了三个营。 1918年9月8日，该军团再加入一个短程迫击炮的单位。
1918年签署康边停战协定后，该军团在奧萊斯諾的部队首先复员，并于1919年7月1日解散。 1918年12月开始，由残余部队组建了边防警卫营，此营存至1919年4月至5月。此外，1919年1月，开始建立第4手榴弹兵团，该团也被用于边防部队，后来又被用作训练兵团，之后被Reichswehr步兵团的51营接管。1921年8月24日，依照德国的军事传统，该部队由组建威玛防守军的汉斯·冯·塞克特并入德国第8军的（普鲁士）第9连。

## 相关记念

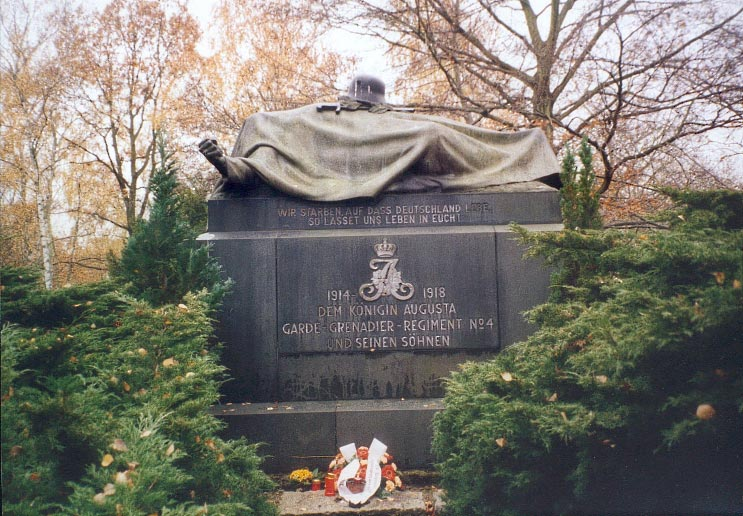
柏林战争纪念碑（Columbiadamm公墓）

该军团在第一次世界大战中的遇难者的纪念碑由雕塑家弗朗兹·多伦巴赫（Franz Dorrenbach）创建，于1925年10月11日在兴登堡总统在场的情况下隆重揭幕，现纪念碑位于柏林市哥伦比亚大公墓（Neuer Garnisonfriedhof Berlin）。